# Vestlandet
Vestlandet és una de les cinc grans regions (Landsdel) de Noruega. Correspon a l'oest del país, i comprèn els comtats de Rogaland, Hordaland, Sogn og Fjordane i Møre og Romsdal.

## Comtats
| Escut            | Comtat           | Capital   | Ciutat més gran | Població (2010) | Àrea (km²) | Densitat  | President              | Partit             | Governador    | Idioma  |
| ---------------- | ---------------- | --------- | --------------- | --------------- | ---------- | --------- | ---------------------- | ------------------ | ------------- | ------- |
| Hordaland        | Hordaland        | Bergen    | Bergen          | 485,400         | 15,440     | 31,13     | Torill Selsvold Nyborg | Partit Democristià | Lars Sponheim | Nynorsk |
| Rogaland         | Rogaland         | Stavanger | Stavanger       | 437,600         | 9,377      | 46,07     | Tom Tvedt              | Partit Laborista   | Harald Thune  | Bokmål  |
| Møre og Romsdal  | Møre og Romsdal  | Molde     | Ålesund         | 254,600         | 15,121     | 16,71     | Olav Bratland          | Partit Conservador | Ottar Befring | Nynorsk |
| Sogn og Fjordane | Sogn og Fjordane | Leikanger | Førde           | 108,100         | 18,622     | 5,77      | Nils R. Sandal         | Partit de Centre   | Oddvar Flæte  | Nynorsk |
| Total            |                  |           |                 | 1,285,700       | 58,560 km² | 21,73/km² |                        |                    |               |         |